# The Directoire Gown
The Directoire Gown è un cortometraggio muto del 1908 diretto da Gilbert M. 'Broncho Billy' Anderson.

## Produzione
Fu prodotto dalla Essanay Film Manufacturing Company, la casa di produzione di Chicago che aveva cominciato la sua attività l'anno precedente, nel 1907, fondata dallo stesso Anderson.

## Distribuzione
Il film, un cortometraggio di una bobina, uscì nelle sale cinematografiche USA il 15 luglio 1908.